# Newcastle United FC
A Newcastle United Football Club egy angol futballcsapat Newcastle upon Tyne városában, mely jelenleg az angol első osztályban (Premier League) szerepel, mivel bajnok lett a Championshipben 2017-ben. A klub 1892-ben jött létre a Newcastle East End és a Newcastle West End egyesítésével. Megalapítása óta a St James’ Park a csapat otthona.
Négyszer megnyerték az angol bajnokságot, hatszor pedig az FA-kupát. Bajnoki sikereiket mind a második világháború előtt érték el. Legnagyobb nemzetközi sikerüket 1969-ben érték el, amikor megnyerték a Vásárvárosok kupáját.
A Szarkák legnagyobb riválisa a Sunderland, a két csapat közötti rangadót „Tyne-Wear derby”-nek hívják. Az első ilyen összecsapásra 1898-ban került sor. A klub játékosai hagyományosan fekete-fehér csíkos mezt, fekete sortot és fekete sportszárat viselnek. Szurkolóik „Toon Army”-nak („Városi sereg”) nevezik magukat.

## Klubtörténet
A Newcastle United 1892 decemberében alapult a Newcastle East End és a Newcastle West End összevonásával. A két klub korábban rivalizált egymással, de a West End pénzügyi gondjai miatt kénytelen volt belemenni a felajánlott üzletbe. Az egyezséghez hozzátartozott, hogy az új klub a West End stadionját, a St James’ Parkot fogja használni. Az egyesítéskor olyan nevek merültek fel, mint a Newcastle Rangers vagy a Newcastle City, de végül a Newcastle United lett a győztes.
Az 1900-as években a gárda háromszor is megnyerte a bajnokságot (1905, 1907, 1909). A kupasorozatokban is sikeresek voltak, 1905-ben, 1906-ban, 1908-ban, 1910-ben és 1911-ben is bejutottak az FA-kupa döntőjébe, de csak 1910-ben, a Barnsley ellen tudtak diadalmaskodni. Azonban ebben a sikeres időszakban is elszenvedtek egy hatalmas vereséget, éppen nagy riválisuktól, a Sunderland-től kaptak ki 9-1-re az 1908/09-es idényben. A mai napig ez a Fekete Macskák legnagyobb győzelme.
Az első világháború után, 1927-ben megnyerték negyedik és máig utolsó bajnoki címüket. 1924-ben ismét bejutottak az FA Kupa fináléjába, ahol legyőzték az Aston Villát. Ekkor olyan játékosok erősítették a csapatot, mint Hughie Gallacher, Neil Harris, Stan Seymour vagy Frank Hudspeth.
Az 1950-es években a United háromszor is megnyerte az FA Kupát. 1951-ben a Blackpoolt 2-0-ra, egy évvel később az Arsenalt 1-0-ra, 1955-ben pedig a Manchester Cityt 3-1-re verték. A korszak két leghíresebb játékosa Jackie Milburn és Bobby Mitchell volt.
1962-ben a klub korábbi legendás játékosa, Joe Harvey lett a menedzser és Stan Seymourt tette meg asszisztensévé. Megkezdték az időközben meggyengült gárda újjáépítését és 1965-ben a Szarkák meg is nyerték a másodosztályt. Ezt követően rendkívül kiszámíthatatlanok lettek, mindig képesek voltak legyőzni a legjobbakat, de a helyezéseikben általában nem mutatkozott meg az erejük.
Harvey irányítása alatt 1968-ban a csapat kvalifikálta magát a Vásárvárosok kupájára és sokak meglepetésére meg is nyerte azt. Menetelésük során megverték a Sporting Lisszabont, a Feyenoord Rotterdamot, a Real Zaragozát és a Rangerst. A döntőben az Újpest volt az ellenfelük, akiket összesítésben 6-2-re vertek. A United kezdett megbízhatóvá válni, ezt az egyik legendás 9-esüknek, Wyn Daviesnek is köszönhették.
A nemzetközi sikert követő években több olyan játékos is feltűnt a csapatban, akik aztán közönségkedvencé váltak, például Jimmy Smith, Tony Green, Terry Hibbitt vagy Malcolm Macdonald. Utóbbi beceneve "Supermac" volt, aki még mindig az egyik legnépszerűbb játékos a szurkolók körében. Az ő góljai 1974-ben és 1976-ban is bejuttatták a fekete-fehéreket a Wembley Stadionba. Előbb a Liverpool elleni FA-kupa-döntő, majd a Manchester City elleni Ligakupa-döntő miatt léphettek pályára Anglia leghíresebb stadionjában, de egyik alkalommal sem gazdagodtak trófeával. Kisebb fajta vigaszt a Texaco Kupa 1974-es és 1975-ös elhódítása jelentett számukra.
Az 1980-as évek kezdetétől a Szarkák formája drámaian romlott és hamar a másodosztályban találták magukat. Harvey távozott a kispadról, majd Gordon Lee lett a menedzser, ezt követően Richard Dinnis és Bill McGarry is megfordult a csapatnál, de az igazi változást Arthur Cox kinevezése hozta. Ő juttatta vissza a csapatot az élvonalba, irányítása alatt Kevin keegan volt a legfontosabb játékos a St James’ Parkban. Cox után Jack Charlton, Willie McFaul és Jim Smith is irányította a Szarkákat, de 1989-ben ismét kiestek.
Keegan 1992-ben visszatért a gárdához menedzserként, Osvaldo Ardiles-t váltva. A Newcastle nem a feljutásért, inkább a kiesés elkerüléséért küzdött ebben az időben. Az 1991/92-es szezon végén úgy sikerült bent maradniuk, hogy az utolsó két meccsüket megnyerték a Portsmouth és a Leicester City ellen. Mint kiderült, az utolsó forduló többi eredménye úgy alakult, hogy, ha a Rókáktól kikaptak volna, akkor is bent maradnak.
A következő szezon remekül indult a számukra, első 11 meccsüket sorozatban megnyerték, nem voltak messze a rekordtól, ami 13 győzelemből áll, de 1-0-ra kikaptak a Grimsby Towntól. Remek támadójátékuknak köszönhetően bajnokok lettek a másodosztályban. Elsőségüket éppen a Grimsby Town ellen biztosították be. Így tehát feljutottak a Premier League-be.
Keegan alatt továbbra is látványosan játszottak a Szarkák és rögtön a feljutás után harmadik helyen zártak. A Sky televíziós csatorna ebben az időben a "Szórakoztatók" becenevet ragasztotta a csapatra. Az 1994/95-ös idényben a Newcastle eladta egyik legjobb csatárát, Andy Cole-t a Manchester Unitednek. Ebben a szezonban hatodikok lettek.
A Cole-ért kapott pénzből a fekete-fehérek 1995/96-ban új játékosokat igazoltak, David Ginola és Les Ferdinand is ekkor került a St James’ Parkba. Nagyon közel kerültek ahhoz, hogy 1927 után ismét megnyerjék a bajnokságot, egy ponton például 12 pontos előnyük volt a Manchester Uniteddel szemben, de a Vörös Ördögök végül megelőzték őket. Ebben az évadban került sor a Liverpool ellen látványos 4-3-as vereségre, melyet máig többen a Premiership legjobb meccsének tartanak. 1996. július 30-án a United akkor világrekordnak számító 15 millió fontért leigazolta Alan Shearert. A csapat az 1996/97-es szezonban is második lett. Keegan közben távozott, rövid időre Kenny Dalglish és Ruud Gullit is leült a kispadra, majd érkezett Sir Bobby Robson, aki hosszabb távon maradt. Első hazai meccsén a gárda 8-0-s győzelmet aratott a Sheffield Wednesday fölött, ami máig a legnagyobb hazai sikerük. Több szép eredményt is elértek, ami segített a biztonságos bent maradásban. A 2001/02-es idényben aztán ismét bajnokesélyesek lettek, végül a negyedik helyen végeztek, ami elég volt a BL-kvalifikációhoz. Robsont végül 2004-ben kirúgták, mivel akkor nem sikerült a BL-be juttatnia csapatát.
Graeme Souness lett Robson utódja, de nem ért el kiemelkedő eredményeket és a szurkolók sem szerették különösebben, a vezetőség 2006. február 2-án vált meg tőle. Legemlékezetesebb tette Michael Owen leigazolása volt. Glenn Roeder lett az új vezetőedző, nem sokkal később Alan Shearer megdöntötte Jackie Milburn gólrekordját, majd a szezon végén visszavonult. A csatár összesen 206 gólt szerzett a Newcastle-ben. Annak ellenére, hogy a 2005/06-os idény befejezése jól sikerült, a következő kezdete már nem volt ilyen fényes és Roedernek mennie kellett. 2007. május 15-én Sam Allardyce ült le a kispadra, de kicsivel több, mint fél év múlva távoznia kellett. Kevin Keegan 1997 után visszatért a csapathoz, ami sok szurkoló szemében népszerű döntés volt a vezetők részéről.
2021-ben a csapat 80%-át megvásárolta a Szaúd-arábiai Public Investment Fund.
A 2023–24-es szezonban a Newcastle bejutott a Bajnokok Ligája csoportkörében, ahol a csoportkörben esett ki.
2025. március 16-án a Liverpoolt 2–1-re legyőzve megszerezték klub első trófeáját 1969 óta. A döntőben a Newwcastle góljait Dan Burn és Alexander Isak szerezte.

## Címerek
Az első címer, mely a klub mezeire került Newcastle upon Tyne városának címere volt, ez 1969-től 1976-ig volt használatban. Előtte csak az FA-kupa-döntők alkalmával hímezték fel ezeket. A címer alatt egy szalagon olvasható volt a város mottója latinul: "fortiter defendit triumphans", mely annyit tesz magyarul, hogy "sikeresség bátor védekezéssel".
1976-tól 1983-ig a csapatnak különleges logója volt, melyen kör alakban olvasható volt a gárda teljes neve, középen egy szarka állt a Tyne folyó előtt, a háttérben pedig látszódott a történelmi normann vár. Ezt egy jóval egyszerűbb dizájn követte, melyen a klub nevének kezdőbetűi voltak láthatóak (NUFC). A "C" horizontálisan állt és alatta egy szarka volt látható. Ez a címer viszonylag rövid életű volt, mindössze 1988-ig használták.
1988 óta van használatban a mai, tradicionálisabb logó, mely a város címerének egy átalakított változata. Középen látható egy fekete pajzs két fehér csíkkal, mely a klub mezére utal. A pajzsot tartó csikóhalak a városi címerből származnak. A fölül lévő zászló alapötlete is Newcastle upon Tyne címeréből származik, de ez nem angol zászló, hanem egy Szent György-kereszt.

## Mezek
A Newcastle United mezei már hosszú ideje fekete-fehér csíkosak fekete sorttal és sportszárral, bár utóbbi néhány esetben fehér is volt, mert néhány menedzser úgy vélte, ez több szerencsét hoz. Első két évében a csapat a Newcastle East End mezeit viselte, melyek vörösek voltak, fehér rövidnadrággal és fekete térdzoknival. A fekete-fehér dizájn 1894-ben került használatba, mivel sok csapatnak volt vörös a klubszíne, például a Liverpoolnak és a Woolwich Arsenalnak.
A hazaiakkal szemben az idegenbeli mezek folyamatosan változnak, a csapatnak nincsenek állandó vagy szokásos idegenbeli színeik, így már rengetegszer változtak a második számú szerelés színei. Az 1990-es évek óta gyakori a kék vendégmez, az 1970-es és 1980-as években a citromsárga is népszerű volt, ezekben zöld vagy kék csíkok is előfordulhattak. 1988-tól 1990-ig folyamatosan sárga-zöld idegenbeli szerelése volt a gárdának. Előfordultak azonban szürke, fekete vagy fehér mezek is. A legkirívóbb a gesztenyebarna mez volt tengerészkékkel ötvözve, mely a Newcastle West Endre való emlékezésre szolgált.

## Stadion

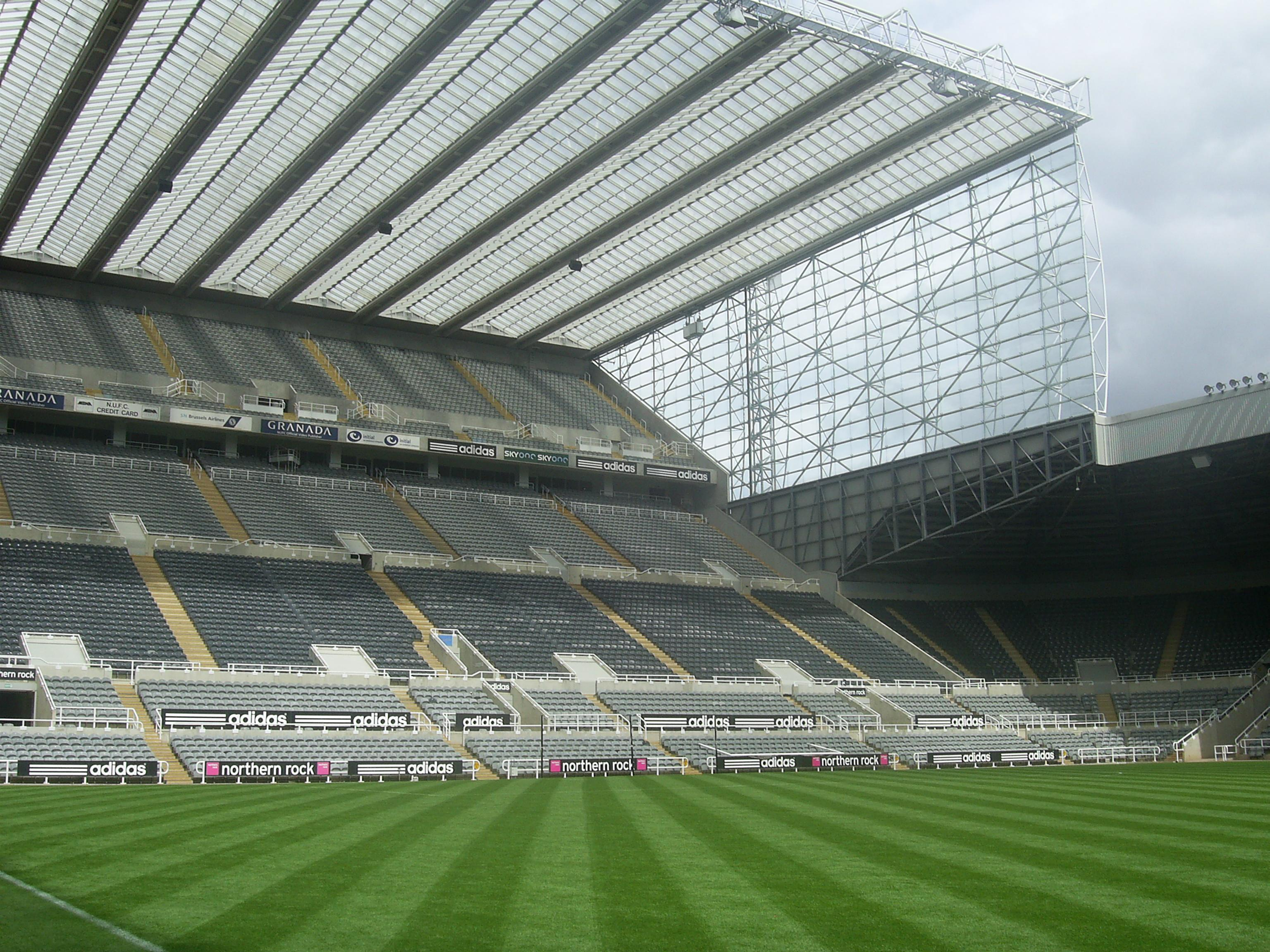
A St James’ Park Sir John Hall Stand nevű lelátója 2007-ben.

A Szarkák otthona a St James’ Park, a Newcastle East End és a Newcastle West End egyesülése, tehát a csapat megalakulása óta. Már az 1880-as évek elejétől rendeztek itt futballmeccseket. A 19. és a 20. század fordulóján a stadion 30 000 néző befogadására volt alkalmas, de a ez hamar a duplájára emelkedett. Ezt követően körülbelül 70 évig szinte semmi történt a létesítménnyel és az 1980-as évekre elavulttá vált.
Az 1885-ös Bradford-tűz miatt a stadion kötelezően fel kellett újítani, de a munkálatok lassan haladtak a pénzügyi nehézségek miatt. Sir John Hall 1992-ben felvásárolta a csapatot és ezek a gondok megoldódtak, így hamar a Taylor-jelentésnek megfelelő állapotba került a St James’ Park. Az 1990-es évek közepén a United szeretett volna egy új stadiont építeni, de  végül a tervek nem valósultak meg. Ehelyett a jelenlegi otthonukat kezdték el kibővíteni 2000-ben. A St James’ Park 52 387 férőhelyes lett, amivel a második legnagyobb angol stadion lett az Old Trafford mögött. Az Emirates Stadion felépültével a harmadik helyre szorult
Két lelátó, a Sir John Hall Stand és a Milburn Stand kétszintes, ezek fölött konzolos tartóelemem tartják a tetőt. Az East Stand és a Gallowgate End egyszintes, így körülbelül fele akkorák, mint a kétszintesek, emiatt az építmény aránytalannak tűnik. Általában a Gallowgate Enden kapnak helyet a Newcastle legvérmesebb szurkolói.
2007. április 2-án a klubvezetés bejelentette, hogy hamarosan kezdetét veszi egy felújítás, melynek keretében 300 millió fontból 60 000-re emelik a befogadóképességet.

## Sikerei
4-szeres angol bajnok:
1905, 1907, 1909, 1927
6-szoros FA-kupa győztes:
1910, 1924, 1932, 1951, 1952, 1955
Ligakupa-győztes:
2025
Community Shield-győztes:
1909
Vásárvárosok kupája-győztes:
1969
Kirin-kupa győztese: 1983
UEFA Intertotó-kupa döntőse:
2001
UEFA Intertotó-kupa győztese:
2006
UEFA-kupa elődöntős: 2004

Championship:
2010, 2016–2017
 Teresa Herrera-kupa győztes:
2010

## Játékosok

### Jelenlegi keret
Utolsó módosítás: 2025. március 16.
A vastaggal jelzett játékosok felnőtt válogatottsággal rendelkeznek.
A dőlttel jelzett játékosok kölcsönben szerepelnek a klubnál.
| Mezszám                | Név                   | Nemzetiség       | Születési hely                    | Születési idő (kor)            | Korábbi csapat            | Érték(€)    | Szerződés lejárta |
| Kapusok                | Kapusok               | Kapusok          | Kapusok                           | Kapusok                        | Kapusok                   | Kapusok     | Kapusok           |
| ---------------------- | --------------------- | ---------------- | --------------------------------- | ------------------------------ | ------------------------- | ----------- | ----------------- |
| 1                      | Martin Dúbravka       | SVK              | Žilina                            | 1989. január 15. (36 éves)     | AC Sparta Praha           | 1 000 000   | 2026.06.30.       |
| 19                     | Odiszéasz Vlahodímosz | GRE · GER        | Stuttgart                         | 1994. április 26. (30 éves)    | Nottingham Forest FC      | 7 000 000   | Nem publikus      |
| 22                     | Nick Pope             | ENG              | Soham                             | 1992. április 19. (32 éves)    | Burnley FC                | 14 000 000  | 2026.06.30.       |
| 29                     | Mark Gillespie        | ENG              | Newcastle upon Tyne               | 1992. március 27. (32 éves)    | Motherwell FC             | 300 000     | 2025.06.30.       |
| Védők                  |                       |                  |                                   |                                |                           |             |                   |
| 2                      | Kieran Trippier       | ENG              | Bury                              | 1990. szeptember 19. (34 éves) | Atlético de Madrid        | 8 000 000   | 2026.06.30.       |
| 4                      | Sven Botman           | NED              | Badhoevedorp                      | 2000. január 12. (25 éves)     | Lille OSC                 | 45 000 000  | 2027.06.30.       |
| 5                      | Fabian Schär          | SWI              | Wil                               | 1991. december 20. (33 éves)   | RC Deportivo de La Coruña | 9 000 000   | 2025.06.30.       |
| 6                      | Jamaal Lascelles      | ENG · BAR        | Derby                             | 1993. november 11. (31 éves)   | Nottingham Forest FC      | 6 000 000   | 2025.06.30.       |
| 12                     | Jamal Lewis           | NIR · ENG        | Luton                             | 1998. január 25. (27 éves)     | São Paulo FC              | 3 000 000   | 2025.06.30        |
| 13                     | Matt Targett          | ENG · SCO        | Eastleigh                         | 1995. szeptember 18. (29 éves) | Aston Villa FC            | 8 000 000   | 2026.06.30.       |
| 17                     | Emil Krafth           | SWE              | Ljungby                           | 1994. augusztus 2. (30 éves)   | Amiens SC                 | 2 500 000   | 2026.06.30.       |
| 20                     | Lewis Hall            | ENG              | Slough                            | 2004. szeptember 8. (20 éves)  | Chelsea FC                | 18 000 000  | Nem publikus      |
| 21                     | Tino Livramento       | ENG · SCO        | London                            | 2002. november 12. (22 éves)   | Southampton FC            | 35 000 000  | 2028.06.30.       |
| 33                     | Dan Burn              | ENG              | Blyth                             | 1992. május 9. (32 éves)       | Brighton & Hove Albion FC | 7 000 000   | 2026.06.30.       |
| Középpályások          |                       |                  |                                   |                                |                           |             |                   |
| 7                      | Joelinton             | BRA              | Aliança                           | 1996. augusztus 14. (28 éves)  | TSG 1899 Hoffenheim       | 40 000 000  | 2028.06.30.       |
| 8                      | Sandro Tonali         | olasz            | Lodi                              | 2000. május 8. (24 éves)       | AC Milan                  | 38 000 000  | 2028.06.30.       |
| 28                     | Joe Willock           | ENG · Montserrat | London                            | 1999. augusztus 20. (25 éves)  | Arsenal FC                | 28 000 000  | 2027.06.30.       |
| 32                     | Elliot Anderson       | SCO · ENG        | Whitley Bay                       | 2002. november 6. (22 éves)    | Utánpótlásból került fel  | 13 000 000  | 2026.06.30.       |
| 36                     | Sean Longstaff        | ENG              | Newcastle upon Tyne               | 1997. október 30. (27 éves)    | Utánpótlásból került fel  | 26 000 000  | 2025.06.30.       |
| 39                     | Bruno Guimarães       | BRA · SPA        | Rio de Janeiro                    | 1997. november 16. (27 éves)   | Olympique Lyonnais        | 85 000 000  | 2028.06.30.       |
| 67                     | Lewis Miley           | ENG              | Stanley                           | 2006. május 1. (18 éves)       | Utánpótlásból került fel  | 22 000 000  | 2029.06.30.       |
| 75                     | Trevan Sanusi         | ENG · NGR        | Anglia, ?                         | 2007. április 25. (17 éves)    | Utánpótlásból került fel  | ?           | Nem publikus      |
| Támadók                |                       |                  |                                   |                                |                           |             |                   |
| 9                      | Callum Wilson         | ENG              | Coventry                          | 1992. február 27. (33 éves)    | AFC Bournemouth           | 13 000 000  | 2025.06.30.       |
| 10                     | Anthony Gordon        | ENG              | Liverpool                         | 2001. február 24. (24 éves)    | Everton FC                | 50 000 000  | 2026.06.30.       |
| 11                     | Harvey Barnes         | ENG              | Burnley                           | 1997. december 9. (27 éves)    | Leicester City FC         | 35 000 000  | 2028.06.30.       |
| 14                     | Alexander Isak        | svéd · Eritrea   | Solna                             | 1999. szeptember 21. (25 éves) | Real Sociedad             | 70 000 000  | 2028.06.30.       |
| 18                     | William Osula         | dán · ENG        | Aarhus                            | 2003. augusztus 4. (21 éves)   | Sheffield United FC       | 7 000 000   | 2029.06.30.       |
| 23                     | Jacob Murphy          | ENG · ír         | London                            | 1995. február 24. (30 éves)    | Norwich City FC           | 14 000 000  | 2027.06.30.       |
| Kölcsönadott játékosok |                       |                  |                                   |                                |                           |             |                   |
| Név                    | Poszt                 | Nemzetiség       | Születési hely                    | Születési idő (kor)            | Kölcsönben itt            | Érték (€)   | Kölcsön lejárta   |
| Harrison Ashby         | védő                  | SCO · ENG        | Milton Keynes                     | 2001. november 14. (23 éves)   | Queens Park Rangers FC    | 1 200 000   | 2025.05.31.       |
| Lloyd Kelly            | védő                  | ENG · JAM        | Bristol Sablon:Birth day and age2 | Juventus FC                    | 18 000 000                | 2025.06.30. |                   |
| Alex Murphy            | védő                  | ír               | Galway                            | 2004. június 25. (20 éves)     | Bolton Wanderers FC       | 250 000     | 2025.05.31.       |
| Isaac Hayden           | középpályás           | ENG · JAM        | Chelmsford                        | 1995. március 22. (29 éves)    | Portsmouth FC             | 1 500 000   | 2025.05.31.       |
| Joe White              | középpályás           | ENG              | Carlisle                          | 2002. október 1. (22 éves)     | MK Dons FC                | 275 000     | 2025.05.31.       |

## Külső hivatkozások
- Newcastle United.lap.hu - linkgyűjtemény
- Premier League rajongói oldal